# Tapacarí (província)
Tapacarí é uma província da Bolívia localizada no departamento de Cochabamba, sua capital é a cidade de Tapacarí.